# جينا ديفيس
جينا ديفيس (بالإنجليزية: Geena Davis)‏ ممثلة أمريكية من مواليد 12 يناير 1956، حاصلة على جائزة الأوسكار 1988 كأفضل ممثلة مساعدة عن دورها في فيلم السائح العرضي، كما حصلت على جائزة الغولدن غلوب 2006 كأفضل ممثلة في مسلسل درامي عن دورها مسلسل القائد الأعلى.

## مواقع خارجية
- جينا ديفيس على موقع IMDb (الإنجليزية)
- جينا ديفيس على موقع الموسوعة البريطانية (الإنجليزية)
- جينا ديفيس على موقع روتن توميتوز (الإنجليزية)
- جينا ديفيس على موقع مونزينجر (الألمانية)
- جينا ديفيس على موقع ألو سيني (الفرنسية)
- جينا ديفيس على موقع ميوزك برينز (الإنجليزية)
- جينا ديفيس على موقع تيرنر كلاسيك موفيز (الإنجليزية)
- جينا ديفيس على موقع أول موفي (الإنجليزية)
- جينا ديفيس على موقع قاعدة بيانات الأفلام السويدية (السويدية)
- جينا ديفيس على موقع إن إن دي بي (الإنجليزية)